# Jiříkovice
Jiříkovice är en ort i Tjeckien.   Den ligger i regionen Södra Mähren, i den sydöstra delen av landet, 200 km sydost om huvudstaden Prag. Jiříkovice ligger 230 meter över havet och antalet invånare är 871.
Terrängen runt Jiříkovice är platt söderut, men norrut är den kuperad. Terrängen runt Jiříkovice sluttar söderut.Runt Jiříkovice är det tätbefolkat, med 257 invånare per kvadratkilometer. Närmaste större samhälle är Brno, 11,3 km väster om Jiříkovice. Trakten runt Jiříkovice består till största delen av jordbruksmark.